# 帕爾納斯站
帕爾納斯站（羅馬化：Parnas）是聖彼得堡地鐵的一個車站。帕爾納斯站是莫斯科－彼得格勒線最北端的車站，開通於2006年12月22日。帕爾納斯站也是聖彼得堡和俄羅斯最北端的車站。車站的設計主題是高科技。

## 外部連結
- （俄文） metro-spb.nwd.ru - Station description and photographs.
- Google maps - Satellite image on the station